# András Horváth
András Horváth (Szombathely, 6 agosto 1980) è un ex calciatore ungherese, di ruolo centrocampista.

## Carriera
Ha iniziato la sua carriera nel 1995 con Haladás, per poi passare al Sopron nel 2002. Nel 2006 ha esordito con la  Nazionale ungherese, e ha segnato il suo primo gol in nazionale in una partita amichevole contro l'Austria il 16 agosto 2007. Nell'agosto 2007 ha firmato con Gallipoli in Serie C1 spinto da Dario Bonetti, che lo ha allenato durante il suo periodo a Sopron. Dopo una sola stagione è tornato nella  massima serie ungherese  con lo Zalaegerszegi.

## Statistiche

### Cronologia presenze e reti in nazionale
| Cronologia completa delle presenze e delle reti in nazionale ― Ungheria | Cronologia completa delle presenze e delle reti in nazionale ― Ungheria | Cronologia completa delle presenze e delle reti in nazionale ― Ungheria | Cronologia completa delle presenze e delle reti in nazionale ― Ungheria | Cronologia completa delle presenze e delle reti in nazionale ― Ungheria | Cronologia completa delle presenze e delle reti in nazionale ― Ungheria | Cronologia completa delle presenze e delle reti in nazionale ― Ungheria | Cronologia completa delle presenze e delle reti in nazionale ― Ungheria |
| Data                                                                    | Città                                                                   | In casa                                                                 | Risultato                                                               | Ospiti                                                                  | Competizione                                                            | Reti                                                                    | Note                                                                    |
| ----------------------------------------------------------------------- | ----------------------------------------------------------------------- | ----------------------------------------------------------------------- | ----------------------------------------------------------------------- | ----------------------------------------------------------------------- | ----------------------------------------------------------------------- | ----------------------------------------------------------------------- | ----------------------------------------------------------------------- |
| 16-8-2006                                                               | Graz                                                                    | Austria                                                                 | 1 – 2                                                                   | Ungheria                                                                | Amichevole                                                              | 1                                                                       | 79’                                                                     |
| 2-9-2006                                                                | Budapest                                                                | Ungheria                                                                | 1 – 4                                                                   | Norvegia                                                                | Qual. Euro 2008                                                         | -                                                                       | 61’                                                                     |
| Totale                                                                  |                                                                         | Presenze                                                                | 2                                                                       |                                                                         | Reti                                                                    | 1                                                                       |                                                                         |

## Palmarès

### Club

#### Competizioni nazionali
- Coppa d'Ungheria: 1

Sopron: 2004-2005